# Ryszard Gansiniec
Ryszard Gansiniec (andere Schreibweisen Richard Ganschinietz oder Ryszard Ganszyniec, * 6. März 1888 in Siemianowitz; † 8. März 1958 in Krakau) war ein polnischer Klassischer Philologe, Religionswissenschaftler und Kulturhistoriker, der an den Universitäten in Warschau (1915–1917), Posen (1917–1919), Lwów (1920–1941), Wrocław (1946–1948) und Krakau (Jagiellonen-Universität, 1948–1958) tätig war. Er veröffentlichte Monografien, Aufsätze und Lexikonartikel zur antiken Religions- und Kulturgeschichte sowie zur Kultur- und Wissenschaftsgeschichte im Mittelalter und in der Renaissance.

## Leben
Ryszard Gansiniec besuchte Gymnasien in Neisse (Oberschlesien) und Mödling bei Wien und ging anschließend an das Wiener Priesterseminar, das er jedoch 1910 ohne Abschluss verließ. Er studierte ab 1911 Klassische Philologie und Germanistik an den Universitäten zu Münster (beim Wilhelm Kroll) und Berlin (bei Hermann Diels). In Berlin arbeitete er ab 1914 als Assistent am Museum für Völkerkunde; zugleich veröffentlichte er wissenschaftliche Aufsätze und Artikel in Paulys Realencyclopädie der classischen Altertumswissenschaft. Nach dem Ausbruch des Ersten Weltkriegs unterbrach er sein Studium 1915 und meldete sich freiwillig zum Dienst im Deutschen Heer. Aufgrund seiner polnischen Sprachkenntnisse erhielt er noch im selben Jahr eine Dozentenstelle an der Universität Warschau, die kurz zuvor wiedereröffnet worden war und unter der deutschen Besatzung erstmals Polnisch als Unterrichtssprache hatte. Aber schon nach kurzer Zeit wurde Gansiniec wieder abberufen und an die Front geschickt. Im Oktober 1917 kehrte er an die Universität Warschau zurück, die nunmehr unter polnischer Verwaltung stand, und schloss sein Studium mit der Promotion zum Dr. phil. ab. Seine lateinische geschriebene Dissertation De Agathodaemone erschien zwei Jahre später.
Von 1917 bis 1919 war Gansiniec außerordentlicher Professor für Klassische Philologie an der Universität Posen. 1920 wechselte er an die Universität Lwów, die vor kurzem unter polnische Souveränität gekommen war. Dort wirkte Gansiniec als ordentlicher Professor, Lehrstuhlinhaber und Leiter des Instituts für Klassische Philologie. Er war ab 1921 Mitglied der Lwówer Wissenschaftlichen Gesellschaft und betrieb von 1930 bis 1939 einen eigenen Buchverlag. Während er bis in die 1920er Jahre noch vorwiegend auf Deutsch publiziert hatte, wechselte er nun zum Polnischen und Französischen. In Lwów begründete er die Zeitschriften Filomata, Palaestra und Przegląd Klasyczny, in denen Aufsätze und Rezensionen zur antiken Literatur und Geschichte erschienen.
Beim Ausbruch des Zweiten Weltkriegs nahm Gansiniec für kurze Zeit am polnischen Verteidigungskampf teil, der jedoch die Besetzung Ostpolens durch die Sowjetunion nicht verhindern konnte. Unter sowjetischer Besatzung musste Gansiniec seinen Buchverlag und seine Zeitschriften einstellen, behielt jedoch zunächst seinen Lehrstuhl an der nunmehrigen „Nationalen Iwan-Franko-Universität“. Das änderte sich im Sommer 1941 mit dem Überfall der deutschen Wehrmacht auf die Sowjetunion: Die Universität wurde geschlossen, Professoren und Studenten mussten unter der deutschen Besatzung Repressalien erdulden. Gansiniec arbeitete als Bauarbeiter und Angestellter eines Kühlhauses. Nach dem Abzug der Wehrmacht 1944 verdächtigte die sowjetische Militäradministration ihn, wie viele andere, der Kollaboration mit den Deutschen und inhaftierte ihn bis zum 25. Mai 1945.
Gansiniec blieb nach seiner Freilassung in Lwów, wurde aber schließlich wie die meisten polnischen Einwohner 1946 expatriiert und zog zunächst nach Wrocław, wo er den neu eingerichteten III. Lehrstuhl für Klassische Philologie erhielt. 1948 nahm er einen Ruf an die Jagiellonen-Universität in Krakau an, die ihn zum Professor für Antike Kultur und Klassische Philologie ernannte. Dort blieb er bis zu seinem Tode in Lehre und Forschung aktiv. Die Polnische Akademie der Gelehrsamkeit wählte ihn 1945 zum korrespondierenden Mitglied und 1951 zum ordentlichen Mitglied; Gansiniec leitete von 1950 bis 1952 ihre Philologische Sektion. 1957 begründete er die Zeitschrift Filomata erneut, die bis 1993 in Krakau erschien.
Ryszard Gansiniec war ab 1940 mit der Kulturwissenschaftlerin Zofia geb. Przygoda (1919–1988) verheiratet.

## Schriften (Auswahl)
- Hippolytos’ Capitel gegen die Magier. Refut. haer. IV 28–42. Leipzig 1913 (Texte und Untersuchungen 39,2).
- De Agathodaemone. Warschau 1919 (Travaux de la societé des sciences de Varsovie. II: Classe des sciences anthropologiques, sociales, d’histoire et de philosophie 2,17).
- als Hrsg.: Brata Mikołaja z Polski pisma lekarskie. Posen 1920 (= Prace naukowe uniwersitetu poznańakiego, sekcja humanistycznae. Band 2).
- Pas magiczny. Studia do dziejów magii. Lwów 1922.
- Polskie listy miłosne dawnych czasów. Lwów 1925.
- Sprawa ‘numerus clausus’ i zasadnicze jej znaczenie. Antysemityzm akademicki jako objaw antysemityzmu społecznego. Lwów 1925.
- Nagrobek Bolesława Wielkiego. In: Przegląd Zachodni. Band 6 (1951), S. 359–537.
- Eucharystia w wierzeniach i praktykach ludu. In: Lud. Organ polskiego towarzystwa ludoznawczego. Band 44 (1957), S. 45–117.
- Metrificale Marka z Opatowca i traktaty gramatyczne XIV i XV wieku. Wrocław 1960 (Studia staropolskie 6).
- Nicolai Copernici De revolutionibus libri sex. Warszawa 1975 (Nicolai Copernici Opera Omnia 2).